# Casa Tenaud
La Casa Tenaud, también conocida como Palacio Tenaud o como Palacete Tenaud, fue un edificio ubicado en la intersección de las actuales avenidas Miguel Grau y Paseo de la República, en Lima, Perú. El edificio fue incendiado el 7 de diciembre de 1945, debido a que en él se encontraban las oficinas del partido político Unión Revolucionaria, incluida la de su líder, Luis Alberto Flores.

## Historia
El edificio fue construido a principios del siglo XX, el cual fue nombrado por su familia propietaria. El edificio cumplió funciones diplomáticas, como albergar la Legación de Francia y recibir la visita de una delegación uruguaya en 1918, encabezada por el entonces Ministro de Asuntos Exteriores Baltasar Brum.
Posteriormente albergó firmas de abogados y una parte de él sirvió como sede de la Unión Revolucionaria, partido político fascista encabezado por Luis A. Flores, de la que su oficina se encontraba en el edificio.Debido a la ideología del partido, era un feroz oponente de la Alianza Popular Revolucionaria Americana (APRA), un partido de izquierda.
La noche del 7 de diciembre de 1945, aproximadamente a las 23 horas, el edificio fue atacado por una multitud aprista con armas de fuego y dinamita.Se produjo un tiroteo entre los dos grupos y el edificio finalmente fue consumido por un incendio.La responsabilidad de este suceso fue disputada entre ambos grupos, con los "urristas" afirmando que la multitud afuera del palacio interrumpió cualquier esfuerzo realizado por los bomberos para sofocar el incendio,mientras que los apristas afirmaron que la multitud, de hecho, los había ayudado.Luego de los hechos fueron detenidos dos hombres, Víctor H. Rivadeneira y Leonardo Sánchez, quienes se encontraban en el edificio y cuyas órdenes de aprehensión fueron destacadas por los apristas, por lo que fueron responsabilizados del tiroteo que afectó a los militantes del APRA Justo Espinoza y Arturo Franco, y el posterior incendio.
El edificio finalmente fue demolido y reemplazado en el mismo sitio por el edificio anglo-peruano, obra de Ricardo Jaxa-Malachowski Benavides, hijo de Ricardo de Jaxa Malachowski. El nuevo edificio fue a su vez escenario de otro incendio provocado por un cortocircuito el 16 de enero de 1970, que afectó al cartel de la marca National situado en la azotea.Otro incendio tuvo lugar en 2012y  posteriormente en 2016.